# Benelli M4 Super 90
Benelli M4 Super 90 — гладкоствольное полуавтоматическое трубчато-магазинное ружьё, разработанное в Италии фирмой Benelli Armi S.p.A..

## Описание
Автоматика ружья Benelli M4 Super 90 работает отводом газов из канала ствола в два симметрично расположенных под стволом газовых цилиндра.
На прилагающейся к статье иллюстрации представлен гражданский вариант оружия, об этом свидетельствует укороченный магазин на 4 патрона (количество патронов ограничено перемычкой). Оружейное законодательство некоторых штатов США запрещает гражданский оборот гладкоствольного оружия с вместимостью магазина более 4 патронов и телескопическим прикладом. На российском гражданском рынке продается полуавтоматическое гладкоствольное ружьё (дробовик) Benelli M4 Super 90 в комплектации, полностью аналогичной комплектации американского армейского дробовика M1014.

## Эксплуатация и боевое применение
- Австралия: в июне 2009 года заказана партия ружей на сумму 124 718,38 долларов США[1].
- Беларусь: сертифицировано в качестве гражданского охотничьего оружия[2]. Имеется на вооружении СОБР[3], ОМОН, СПБТ "Алмаз", ОСАМ и других правоохранительных и антитеррористических подразделений[4][5].
- Великобритания: в конце 2008 года партия из 194 ружей заказана для британского контингента ISAF, в 2009 году принято на вооружение британской армии под наименованием L128A1[6].
- Грузия: Используется специальными силами[7][8].
- Ирак: Используется специальными силами[7].
- Ирландия: некоторое количество поступило на вооружение подразделений рейнджеров армии Ирландии ("Sciathán Fianóglach an Airm")[9].
- Италия: на вооружении спецподразделения Gruppo di Intervento Speciale корпуса карабинеров[6]
- Ливия: в 2009 году 1800 шт. было закуплено в Италии[10].
- Литва: Используется специальными силами[7].
- Малайзия: используется королевской таможенной службой Малайзии[11].
- Мальта[7]
- Словакия: на вооружении специального подразделения таможенной службы Министерства финансов Словакии[12][13].
- Словения: Используется специальными силами[14].
- США: импорт в США осуществляет компания "Heckler & Koch USA, inc". С 1999 года принята на вооружение корпуса морской пехоты США под наименованием M1014[15]; во второй половине 2001 года для морской пехоты и спецподразделений было заказано 20 тыс. шт.[16]; используется Армией США, подразделением SEAL[17], департаментом полиции Лос-Анджелеса[18].

## Аксессуары
Для ружей Benelli M4 выпускаются аксессуары и дополнительное оборудование:
- тактические фонари (в том числе, интегрированные в цевьё);
- складные и телескопические приклады - например, Speedfeed IV Tactical Stock[19];
- тактические ремни и др.